# کورتسو
کورتسو (به لهستانی:  Kurcew) یک روستا در لهستان است که در گمینا کوتلین واقع شده‌است.